# Hitachi (stad)
Hitachi (Japans: 日立市, Hitachi-shi) is een havenstad aan de Grote Oceaan in de prefectuur Ibaraki op het eiland Honshu in Japan. De stad heeft een oppervlakte van 225,55 km² en medio 2008 bijna 195.000 inwoners.

## Geschiedenis
Op 1 september 1939 werd Hitachi een stad (shi).
In de Tweede Wereldoorlog is deze industrie- en havenstad zwaar beschadigd.
Op 1 november 2004 werd de buurgemeente Juo (十王町, Jūō-machi) aan de stad toegevoegd.

## Verkeer
Hitachi ligt aan de Jōban-lijn van de East Japan Railway Company. Daarnaast wordt er sinds 2005 een lijn geëxploiteerd door de Hitachi Elektrische Spoorwegmaatschappij (日立電鉄株式会社, Hitachidentetsugaisha)
Hitachi ligt aan de Jōban-autosnelweg en aan de autowegen 6, 245, 293, 349 en 461.

## Economie
De haven van Hitachi speelt een belangrijke rol in de economie van de stad.
In Hitachi staat een fabriek van het naar de stad vernoemde bedrijf Hitachi, Ltd., in 1910 opgericht door Odaira Namihei.

## Stedenbanden
Hitachi heeft een stedenband met
- Birmingham (Alabama), Verenigde Staten
- Tauranga, Nieuw-Zeeland

## Geboren in Hitachi
- Hiromitsu Agatsuma (上妻 宏光, Agatsuma Hiromitsu), shamisenspeler
- Tagaryu Shoji (多賀竜 昇司, Tagaryū Shōji), sumoworstelaar
- Hironobu Sakaguchi (坂口 博信, Sakaguchi Hironobu), ontwerper en producent van videospelen
- Kazuyo Sejima (妹島 和世, Sejima Kazuyo), architect
- Takayuki Suzuki (鈴木隆行, Suzuki Takayuki), voetballer
- Masakatsu Miyamoto (宮本 征勝, Miyamoto Masakatsu), voetballer
- Yukihisa Fujita (藤田 幸久, Fujita Yukihisa), politicus van de DPJ

## Aangrenzende steden
- Hitachiōta
- Naka
- Takahagi